# Brumalia Tholus
Il Brumalia Tholus è una struttura geologica della superficie di 4 Vesta.